# 장 레이
장 레이(프랑스어: Jean Rey, 1902년 7월 15일 리에주 ~ 1983년 5월 19일 리에주)는 벨기에의 정치인이다.

## 생애
리에주의 개신교 가문 출신이다. 리에주 대학교에서 법학을 전공했으며 1926년에는 법학 박사 학위를 받았다. 리에주 항소법원에서 변호사로 근무했고 왈롱 운동에 가담하면서 정계에 입문했다. 1935년 자유당에 입당하면서 리에주 시의회 의원으로 선출되었으며 1939년에는 벨기에 하원 의원 선거에서 당선되었다.
제2차 세계 대전 발발 당시에는 벨기에 정부와 레오폴 3세 국왕의 "독립"(실제로는 "중립") 정책을 강력히 반대했다. 1940년에는 벨기에군 예비역으로 동원되었지만 독일군의 포로로 잡혔고 종전 때까지 수감되었다. 벨기에의 연방제를 지지했던 레이는 1947년에 연방 국가 창설 법안을 제안했다. 그렇지만 벨기에 의회의 다수는 연방제를 논의하는 것을 거부했다.
1949년부터 1950년까지 벨기에 부흥부 장관, 1954년부터 1958년까지 벨기에 경제부 장관을 역임했다. 또한 유럽 석탄 철강 공동체의 발전, 유럽 경제 공동체 설립, 유럽 원자력 공동체 설립으로 이어진 회담에 참여했다. 1958년부터 1967년까지 유럽 경제 공동체 위원을 역임했고 1964년부터 1967년까지 케네디 라운드 협상에 참여했다.
1967년 7월 2일부터 1970년 6월 30일까지 유럽 경제 공동체의 집행위원회 위원장을 역임하던 동안에는 유럽 경제 공동체 기구의 강화, 유럽 의회의 권한 강화, 보통선거 실시를 제창하는 한편 관세 동맹의 완성을 지시했다. 1964년부터 1974년까지 브뤼허의 유럽 대학교 이사장을 역임했다. 1974년부터 1978년까지 유럽 운동의 지도자를 역임하면서 장 모네 기금 임원을 역임했다. 1979년에는 직접 선거로 선출된 최초의 유럽 의회 의원이 되었다.